# Dee (dopływ Morza Północnego)
Dee (wymowa:/diː/ⓘ; gael. Uisge Dè) – rzeka w Szkocji (Wielka Brytania).
Ma długość 145 km. Uchodzi do Morza Północnego. Głównym miastem nad rzeką jest Aberdeen.
Rzeka przepływa w pobliżu Zamku Balmoral, rezydencji królewskiej Windsorów, w której w 2022 roku zmarła królowa Elżbieta II.